# Ciudad Ixtepec
Ciudad Ixtepec – miasto w Meksyku, w stanie Oaxaca.